# Санта Елена (Нанчитал де Лазаро Карденас дел Рио)
Санта Елена (шп. Santa Elena) насеље је у Мексику у савезној држави Веракруз у општини Нанчитал де Лазаро Карденас дел Рио. Насеље се налази на надморској висини од 10 м.

## Становништво
Према подацима из 2010. године у насељу је живело 6 становника.

### Хронологија
| Година       | 2000         | 2005         | 2010 |
| ------------ | ------------ | ------------ | ---- |
| Становништво | 32 (15 / 17) | 41 (18 / 23) | 6    |

### Попис
| # | Индикатор                     | Вредност |
| - | ----------------------------- | -------- |
| 1 | Укупно домаћинстава           | 1        |
| 2 | Укупно насељених домаћинстава | 1        |
| 3 | Величина локације             | 1        |